# Богдо-гэгэн
Бо́гдо-гэгэ́н (монг. Богд гэгээн — «светлейший Владыка», полный титул — монг. Шашны мандуулагч, амьтны жаргуулагч Жэвзүндамба хутагт Богд гэгээн — Возвышающий веру, осчастливливающий живущих Джебдзу́н-Да́мба-хутухта, святой владыка) — глава буддийской сангхи Монголии, один из высших лам традиции гелуг, глава традиции джонанг. Третье, после Далай-ламы и Панчен-ламы, лицо в тибетском буддизме.

## История

### Появление титула
Монголоведы и тибетологи, занимавшиеся историей института Богдо-гэгэнов, сходятся во мнении, что первым титул «Богдо-гэгэн» получил Ундур-гэгэн Дзанабадзар (1635—1723). Он получил этот почётный титул у себя на родине, ещё будучи ребёнком (в период между 1639 и 1641 гг.).
Дзанабадзар являлся представителем знатного монгольского рода, сыном Тушэту-хана Гомбодоржа. Халхаские князья и нойоны, начиная с XVII века, регулярно посылали одного из своих сыновей на обучение в Тибет, что гарантировало юношам успешную духовную карьеру. Желая видеть своего сына уважаемым ламой, в 1650 году Тушэту-хан отправил Дзанабадзара в Лхасу, где он получил высшие буддийские посвящения от «Великого Пятого» Далай-ламы и был объявлен хубилганом (воплощением) Таранатхи, Пятнадцатого Джебдзун-Дамба-хутухты (тиб. rje btsun dam pa), крупного тибетского философа, историка и мастера тантрического буддизма. Вернувшись на родину с ценными буддийскими реликвиями, Дзанабадзар принял на себя руководство монгольской сангхой. При нём в Халхе было построено множество монастырей, в некоторых из которых были установлены бурханы, изготовленные самим Богдо-гэгэном.

### Богдо-гэгэны при империи Цин
В 1691 году на съезде монгольских князей в Долонноре, когда было официально оформлено вхождение всех аймаков Халхи в состав империи Цин, Богдо-гэгэн I, сохраняя свои титулы, окончательно утвердился князьями, ламами и представителями цинской администрации в статусе главы буддистов, проживавших на территории современной Монголии, над которой устанавливался протекторат империи Цин.
Следующий Богдо-гэгэн был внучатым племянником Дзанабадзара. Вместе с титулом Богдо он (как и все монгольские первоиерархи в дальнейшем) также «унаследовал» от своего предшественника титул Джебдзун-Дамба-хутухты (с приставкой «Халха»), то есть стал считаться хубилганом Таранатхи и других выдающихся буддийских Учителей Индии и Тибета.
Цинские власти проявили заинтересованность в укреплении складывающегося религиозного института. Присутствовавший на обряде посвящения Богдо-гэгэна II в 1729 году академик П. С. Паллас свидетельствовал, что «китайский стольник объявил всему народу Богдыханов указ … отдавать хутухте должную честь и молиться ему как Богу. Сие повеление исполнили все присутствующие немедленно и поклонились ему трижды до земли».
Положительно относясь к наличию у монголов буддийских первоиерархов, маньчжуры, однако, были недовольны независимым поведением первых двух Богдо-гэгэнов. Сыграло ли это свою роль в том, что последующие хубилганы Таранатхи опять стали обнаруживаться в Тибете, доподлинно неизвестно, но, так или иначе, традиция ездить в Тибет за новым Владыкой укоренилась в монгольском буддизме со второй половины XVIII века.
Среди Богдо-гэгэнов, возглавлявших халхаскую сангху после родственников Тушэту-хана, наиболее известны Четвёртый и Восьмой. Богдо-гэгэн IV внёс большой вклад в развитие тибетской культуры в Монголии. В 1790 году он создал общество Зурхай (тибетской астрологии) и учредил для астрологов отдельный дацан. В 1801 году он ввёл в ургинских монастырях Дуйнхор-хурал (службу, посвящённую Калачакре), а в 1811 году — ритуал Цам, по своим масштабам и красочности не уступавший тибетскому Чаму.
Останки хубилганов линии Богдо-гэгэнов размещались в монастырях Амарбаясгалант, Дамбадаржайлин и Гандантэгченлин.

### Богдо-хан
Восьмой Богдо-гэгэн, также известный как Богдо-хан (1869—1924), прославился своей политической деятельностью. В 1911 году он явился вождём национальной революции, установившей независимость Монголии от Китая, и установил в стране теократическое правление. В 1919 году Богдо-хан был отстранён от власти после взятия монгольской столицы китайскими войсками, но в феврале 1921 года был освобождён и восстановлен на троне бароном Унгерном. После Монгольской народной революции (1921) вплоть до своей смерти (1924) являлся монархом с ограниченными правами.

## Список Богдо-гэгэнов
|    | Титул, имя                                                      | Год рождения | Возглавлял сангху | Другие титулы / должности                                      | Тибетское имя (Вайли)                                        | Монгольское произношение имени    |
| -- | --------------------------------------------------------------- | ------------ | ----------------- | -------------------------------------------------------------- | ------------------------------------------------------------ | --------------------------------- |
| 1. | Богдо-гэгэн I, Лобсан Тенпей Гьялцен, известный как Дзанабадзар | 1635         | 1650—1723         | Джебдзун-Дамба-хутухта XVI, Ундур-гэгэн (?)                    | blo bzang bstan pa’i rgyal mtshan                            | Лувсандамбийжалцан                |
| 2. | Богдо-гэгэн II, Лобсан Тенпей Донми                             | 1723         | 1729—1757         | Джебдзун-Дамба-хутухта XVII                                    | blo bzang bstan pa’i sgron me                                | Лувсандамбийдонмэ                 |
| 3. | Богдо-гэгэн III, Еше Тенпей Ньима                               | 1758         | 1763—1773         | Джебдзун-Дамба-хутухта XVIII                                   | ye shes bstan pa’i nyi ma                                    | Ишдамбийням                       |
| 4. | Богдо-гэгэн IV, Лобсан Тубден Ванчук Джигме Гьяцо               | 1775         | 1781—1813         | Джебдзун-Дамба-хутухта XIX                                     | blo bzang thub bstan dbang phyug 'jigs med rgya mtsho        | Лувсантөвдөнванчүгжигмэджамц      |
| 5. | Богдо-гэгэн V, Лобсан Цультим Джигме Тенпей Гьялцен             | 1815         | 1815—1841         | Джебдзун-Дамба-хутухта XX                                      | blo bzang tshul khrims 'jigs med bstan pa’i rgyal mtshan     | Лувсанчүлтэмжигмэддамбийжанцан    |
| 6. | Богдо-гэгэн VI, Лобсан Тубден Чокьи Гьялцен                     | 1842/1843    | 1848 (?)          | Джебдзун-Дамба-хутухта XXI                                     | blo bzang bstan pa’i chos kyi rgyal mtshan                   | Лувсантөвдөнчойжижалцан           |
| 7. | Богдо-гэгэн VII, Нгаван Чокьи Ванчуг Тинлей Гьяцо               | [1849/1850   | 1850—1868/1869    | Джебдзун-Дамба-хутухта XXII                                    | ngag dbang chos kyi dbang phyug 'phrin las rgya mtsho        | Агваанчойжинванчүгпэрэнлайжамц    |
| 8. | Богдо-гэгэн VIII, Нгаван Лобсан Чокьи Ньима Тендзин Ванчук      | 1869/1870    | 1874/1875—1924    | Джебдзун-Дамба-хутухта XXIII, Богдо-хан [Монголии] (1911—1924) | ngag dbang blo bzang chos kyi nyi ma bstan 'dzin dbang phyug | Агваанлувсанчойжиннямданзанванчүг |
| 9. | Богдо-гэгэн IX, Джампэл Намдрол Чокьи Гьялцэн                   | 1932         | 1992—2012         | Джебдзун-Дамба-хутухта XXIV                                    | 'jam dpal nam drol chos kyi rgyal mtshan                     | Жамбалнамдолчойжижалцан           |

## Современный статус
Девятым Богдо-гэгэном Далай-лама XIV в 1991 году официально провозгласил тибетского ламу Джампэла Намдрола Чокьи Гьялцэна, выявленного как перерождение Джебцзундамбы в 1936 году, и со времени присоединения Тибета к Китаю в 1959 году постоянно проживавшего в Индии. В последующие два десятилетия Богдо-гэгэн IX неоднократно посещал Монголию по приглашению Хамбо-ламы Дэмбэрэлийна Чойжамца, называвшего его «высшей святыней монгольского народа». В Монголии состоялось большое собрание религиозных деятелей во главе с Хамбо-ламой, была проведена интронизация Богдо-гэгэна IX как главы буддийской религии в стране.
Монгольские верующие признают Богдо-гэгэна третьим лицом в иерархии после Далай-ламы и Панчен-ламы, духовным наставником буддистов не только Монголии, но и России. В 2010 году Богдо-гэгэн IX получил монгольское гражданство и с этого времени жил при монастыре Гандантэгченлин в Улан-Баторе. 2 ноября 2011 года в Гандантэгченлине прошла церемония провозглашения Богдо-гэгэна IX главой монгольских буддистов и Центра (Ассоциации) буддистов Монголии. В начале 2012 года, незадолго до смерти Богдо-гэгэна IX, министр культуры Монголии Ё. Отгонбаяр во главе специальной комиссии передал ему прошение о будущем возрождении в Монголии.
Осенью 2016 года Далай-лама XIV объявил о реинкарнации в Монголии Богдо-гэгэна Х. При этом Далай-лама отметил, что «мальчик сейчас еще очень мал, и нет нужды спешить с обнародованием [его имени]. Когда ему исполнится три, четыре или пять лет, мы посмотрим, как будут обстоять дела. Возвести маленького ребенка на высокий трон — не самое важное. Куда важнее предоставить ему возможность учиться, стать образованным, чтобы он мог вносить свой вклад в процветание буддийской Дхармы». Первая фотография маленького Богдо-гэгэна Х была опубликована в 2023 году.